# 斯萬特·尼爾松
斯萬特·尼爾松（瑞典語：Svante Nilsson，1460年—1512年1月2日）是一位瑞典政治家，出自瑞典的Natt och Dag家族，是尼爾斯·博松（斯圖爾）和妻子比哲塔·卡爾斯多塔（邦代）的兒子。在卡爾馬聯盟時期曾擔任瑞典國家執政（1504年1月21日－1512年1月2日）。
斯萬特·尼爾松大既在1460年出生，他的祖母是來自斯圖爾家族，其後他的兒子小斯滕·斯圖雷用回曾祖母的家族名字，稱自己為“斯圖雷”，因為斯圖雷代表著高貴及傳統爭取瑞典獨立的家族。1482年，斯萬特·尼爾松便是樞密院議員，他與他的遠親老斯頓·斯圖雷對立，是支持保存卡爾馬聯盟及丹麥國王漢斯的聯盟主義者。1497年3月8日斯萬特·尼爾松領導瑞典樞密院以絕大多數貴族贊成下宣布將老斯頓·斯圖雷的國家執政地位廢黜。其後他轉而支持老斯頓·斯圖雷並於1501年與丹麥軍隊作戰。
1503年10月，老斯頓·斯圖雷利用被俘虜的王后作為宣傳，由漢薩同盟的調停下談判達成停火協議，斯頓·古斯塔松親自陪同王后回到丹麥的哈爾姆斯塔德。斯頓·古斯塔松在丹麥回程的路上生病，並於1503年12月14日死亡。身在斯泰格堡的斯萬特·尼爾松因為受到與斯頓·古斯塔松同行的主教所通知，立即帶兵前往斯德哥爾摩。當時斯德哥在爾摩斯頓·古斯塔松的遺孀英格堡·托特與駐軍控制下，斯萬特·尼爾松到達斯德哥爾摩後才收到丈夫去世的消息。她被勸說接受了芬蘭赫姆城堡作為放棄斯德哥爾摩城堡的補償。
1504年1月21日，斯萬特·尼爾松當選成為國家執政。斯萬特·尼爾松曾於1511年的夏天被瑞典樞密院要求呈辭國家執政之位，但是相信他仍然擁有國家執政的實權直至1512年在韋斯特羅斯逝世為止。